# Кошарка на Летњим олимпијским играма 2020 — Олимпијски квалификациони турнир за мушкарце у Каунасу
Олимпијски квалификациони турнир у кошарци за мушкарце 2020. је једно од четири квалификациона турнира. Такмичење почиње 29. јуна, а завршава се финалном утакмицом 4. јула 2021. у Каунасу у Литванији.
Турнир је одложен због пандемије вируса корона, неће се одиграти 2020. него 2021, након што су одложене и Летње олимпијске игре у Токију. Словенија се као победник турнира пласирала на Олимпијске игре.

## Репрезентације
| Репрезентација | Квалификовани путем                   | Датум квалификовања | Ранг на ФИБА листи |
| -------------- | ------------------------------------- | ------------------- | ------------------ |
| Литванија      | 9. место на Светском првенству 2019.  | 15. септембар 2019. | 8. место           |
| Пољска         | 8. место на Светском првенству 2019.  | 15. септембар 2019. | 13. место          |
| Словенија      | Позивница                             | 19. септембар 2019. | 16. место          |
| Венецуела      | 14. место на Светском првенству 2019. | 15. септембар 2019. | 20. место          |
| Јужна Кореја   | Позивница                             | 19. септембар 2019. | 30. место          |
| Ангола         | Позивница                             | 19. септембар 2019. | 32. место          |

## Дворана
| Каунас            | КаунасКошарка на Летњим олимпијским играма 2020 — Олимпијски квалификациони турнир за мушкарце у Каунасу на карти Литваније |
| Жалгирис арена    | КаунасКошарка на Летњим олимпијским играма 2020 — Олимпијски квалификациони турнир за мушкарце у Каунасу на карти Литваније |
|                   | КаунасКошарка на Летњим олимпијским играма 2020 — Олимпијски квалификациони турнир за мушкарце у Каунасу на карти Литваније |
| Капацитет: 15.415 | КаунасКошарка на Летњим олимпијским играма 2020 — Олимпијски квалификациони турнир за мушкарце у Каунасу на карти Литваније |

## Прелиминарна рунда

### Група А
| Табела           | ИГ | Д | И | КД  | КП  | КР  | Бод. | Коментари            |
| ---------------- | -- | - | - | --- | --- | --- | ---- | -------------------- |
| 1. Литванија (Д) | 2  | 2 | 0 | 172 | 122 | +50 | 4    | Пласман у полуфинале |
| 2. Венецуела     | 2  | 1 | 1 | 159 | 156 | +3  | 3    | Пласман у полуфинале |
| 3. Јужна Кореја  | 2  | 0 | 2 | 137 | 190 | -53 | 2    | Елиминација          |

| 29. јун 2021. | Литванија                                                                  | 76–65                                 | Венецуела                                                   | Каунас                                                                            |  |
| 19:30         | Четвртине: 11:10, 25:18, 19:16, 21:21                                      | Четвртине: 11:10, 25:18, 19:16, 21:21 | Четвртине: 11:10, 25:18, 19:16, 21:21                       |                                                                                   |  |
|               | Поени: Валанчијунас 20 Скокови: Валанчијунас 11 Асистенције: Јокубајитис 5 | Извештај                              | Поени: Кубилијан 11 Скокови: Карера 6 Асистенције: Варгас 4 | Арена: Жалгирис арена Судије: Роберто Васкез, Саверио Ланцарини, Јевгениј Михејев |  |

| 30. јун 2021. | Венецуела                                                        | 94–80                                 | Јужна Кореја                                       | Каунас                                                            |  |
| 19:30         | Четвртине: 27:18, 29:20, 14:28, 24:14                            | Четвртине: 27:18, 29:20, 14:28, 24:14 | Четвртине: 27:18, 29:20, 14:28, 24:14              |                                                                   |  |
|               | Поени: Гиљент 17 Скокови: Карера 12 Асистенције: четири играча 4 | Извештај                              | Поени: Ли Х. 18 Скокови: Ра 6 Асистенције: Ли Д. 8 | Арена: Жалгирис арена Судије: Хуан Фернандез, Ју Јанг, Скот Бекер |  |

| 1. јул 2021. | Јужна Кореја                                           | 57–96                                | Литванија                                                                 | Каунас                                                                        |  |
| 19:30        | Четвртине: 16:28, 18:21, 9:27, 14:20                   | Четвртине: 16:28, 18:21, 9:27, 14:20 | Четвртине: 16:28, 18:21, 9:27, 14:20                                      |                                                                               |  |
|              | Поени: Ра 26 Скокови: Ра 8 Асистенције: Ли Д., Ли Х. 4 | Извештај                             | Поени: Валанчијунас 15 Скокови: Валанчијунас 13 Асистенције: Калнијетис 9 | Арена: Жалгирис арена Судије: Роберто Васкез, Саверио Ланцарини, Самир Абакил |  |

### Група Б
| Табела       | ИГ | Д | И | КД  | КП  | КР  | Бод. | Коментари            |
| ------------ | -- | - | - | --- | --- | --- | ---- | -------------------- |
| 1. Словенија | 2  | 2 | 0 | 230 | 145 | +85 | 4    | Пласман у полуфинале |
| 2. Пољска    | 2  | 1 | 1 | 160 | 176 | -16 | 3    | Пласман у полуфинале |
| 3. Ангола    | 2  | 0 | 2 | 132 | 201 | -69 | 2    | Елиминација          |

| 29. јун 2021. | Пољска                                                           | 83–64                                 | Ангола                                                     | Каунас                                                                  |  |
| 16:30         | Четвртине: 24:19, 19:12, 19:14, 21:19                            | Четвртине: 24:19, 19:12, 19:14, 21:19 | Четвртине: 24:19, 19:12, 19:14, 21:19                      |                                                                         |  |
|               | Поени: Поњитка 22 Скокови: четири играча 4 Асистенције: Слотер 6 | Извештај                              | Поени: Мореира 27 Скокови: Мореира 7 Асистенције: Бастос 4 | Арена: Жалгирис арена Судије: Хуан Фернандез, Мануел Мацони, Скот Бекер |  |

| 30. јун 2021. | Ангола                                                              | 68–118                               | Словенија                                                       | Каунас                                                                    |  |
| 16:30         | Четвртине: 9:33, 21:31, 14:26, 24:28                                | Четвртине: 9:33, 21:31, 14:26, 24:28 | Четвртине: 9:33, 21:31, 14:26, 24:28                            |                                                                           |  |
|               | Поени: Мореира 15 Скокови: Гакоу, Мореира 6 Асистенције: Ндониема 3 | Извештај                             | Поени: Драгић 16 Скокови: Димец, Дончић 6 Асистенције: Дончић 9 | Арена: Жалгирис арена Судије: Роберто Васкез, Мануел Мацони, Самир Абакил |  |

| 1. јул 2021. | Словенија                                                | 112–77                                | Пољска                                                     | Каунас                                                                  |  |
| 16:30        | Четвртине: 29:26, 34:20, 20:14, 29:17                    | Четвртине: 29:26, 34:20, 20:14, 29:17 | Четвртине: 29:26, 34:20, 20:14, 29:17                      |                                                                         |  |
|              | Поени: Дончић 18 Скокови: Тоби 10 Асистенције: Дончић 10 | Извештај                              | Поени: Поњитка 16 Скокови: Поњитка 7 Асистенције: Слотер 5 | Арена: Жалгирис арена Судије: Хуан Фернандез, Ју Јанг, Јевгениј Микејев |  |

## Елиминациона рунда
|  | Полуфинале | Полуфинале |           |    | Финале | Финале |
|  |            |            |           |    |        |        |
|  | 3. јул     |            |           |    |        |        |
|  |            |            |           |    |        |        |
|  | Литванија  | 88         |           |    |        |        |
|  | Литванија  | 88         | 4. јул    |    |        |        |
|  | Пољска     | 69         |           |    |        |        |
|  | Пољска     | 69         | Литванија | 85 |        |        |
|  | 3. јул     |            | Литванија | 85 |        |        |
|  |            | Словенија  | 96        |    |        |        |
|  | Словенија  | Словенија  | 96        | 98 |        |        |
|  | Словенија  |            |           | 98 |        |        |
|  | Венецуела  | 70         |           |    |        |        |
|  | Венецуела  | 70         |           |    |        |        |

### Полуфинале
| 3. јул 2021. | Словенија                                                | 98–70                                 | Венецуела                                                               | Каунас                                                                   |  |
| 16:30        | Четвртине: 26:21, 22:20, 23:14, 27:15                    | Четвртине: 26:21, 22:20, 23:14, 27:15 | Четвртине: 26:21, 22:20, 23:14, 27:15                                   |                                                                          |  |
|              | Поени: Тобеј 27 Скокови: Тобеј 12 Асистенције: Дончић 13 | Извештај                              | Поени: Карера, Чоурио 16 Скокови: Карера 6 Асистенције: Гиљен, Варгас 3 | Арена: Жалгирис арена Судије: Роберто Васкез, Ју Јанг, Саверио Ланцарини |  |

| 3. јул 2021. | Литванија                                                                    | 88–69                                | Пољска                                                                         | Каунас                                                                  |  |
| 19:30        | Четвртине: 23:19, 23:26, 16:6, 26:18                                         | Четвртине: 23:19, 23:26, 16:6, 26:18 | Четвртине: 23:19, 23:26, 16:6, 26:18                                           |                                                                         |  |
|              | Поени: Сабонис 17 Скокови: Сабонис, Валанчијунас 8 Асистенције: Калнијетис 4 | Извештај                             | Поени: Слотер 19 Скокови: Балцеровски, Хрицањук 3 Асистенције: четири играча 3 | Арена: Жалгирис арена Судије: Хуан Фернандез, Мануел Мацони, Скот Бекер |  |

### Финале
| 4. јул 2021. | Литванија                                                                     | 85–96                                 | Словенија                                                  | Каунас                                                                      |  |
| 19:30        | Четвртине: 24:28, 28:24, 17:28, 16:16                                         | Четвртине: 24:28, 28:24, 17:28, 16:16 | Четвртине: 24:28, 28:24, 17:28, 16:16                      |                                                                             |  |
|              | Поени: три играча 14 Скокови: Сабонис, Валанчијунас 6 Асистенције: Григонис 6 | Извештај                              | Поени: Дончић 31 Скокови: Дончић 11 Асистенције: Дончић 13 | Арена: Жалгирис арена Судије: Роберто Васкез, Хуан Фернандез, Мануел Мацони |  |

## Коначне позиције
| # | Репрезентација | П–И | Напомена                               |
| - | -------------- | --- | -------------------------------------- |
| 1 | Словенија      | 4—0 | Квалификовани на Олимпијске игре 2020. |
| 2 | Литванија      | 3—1 |                                        |
| 3 | Венецуела      | 1—2 |                                        |
| 4 | Пољска         | 1—2 |                                        |
| 5 | Јужна Кореја   | 0—2 |                                        |
| 6 | Ангола         | 0—2 |                                        |